# Kill The Buzz

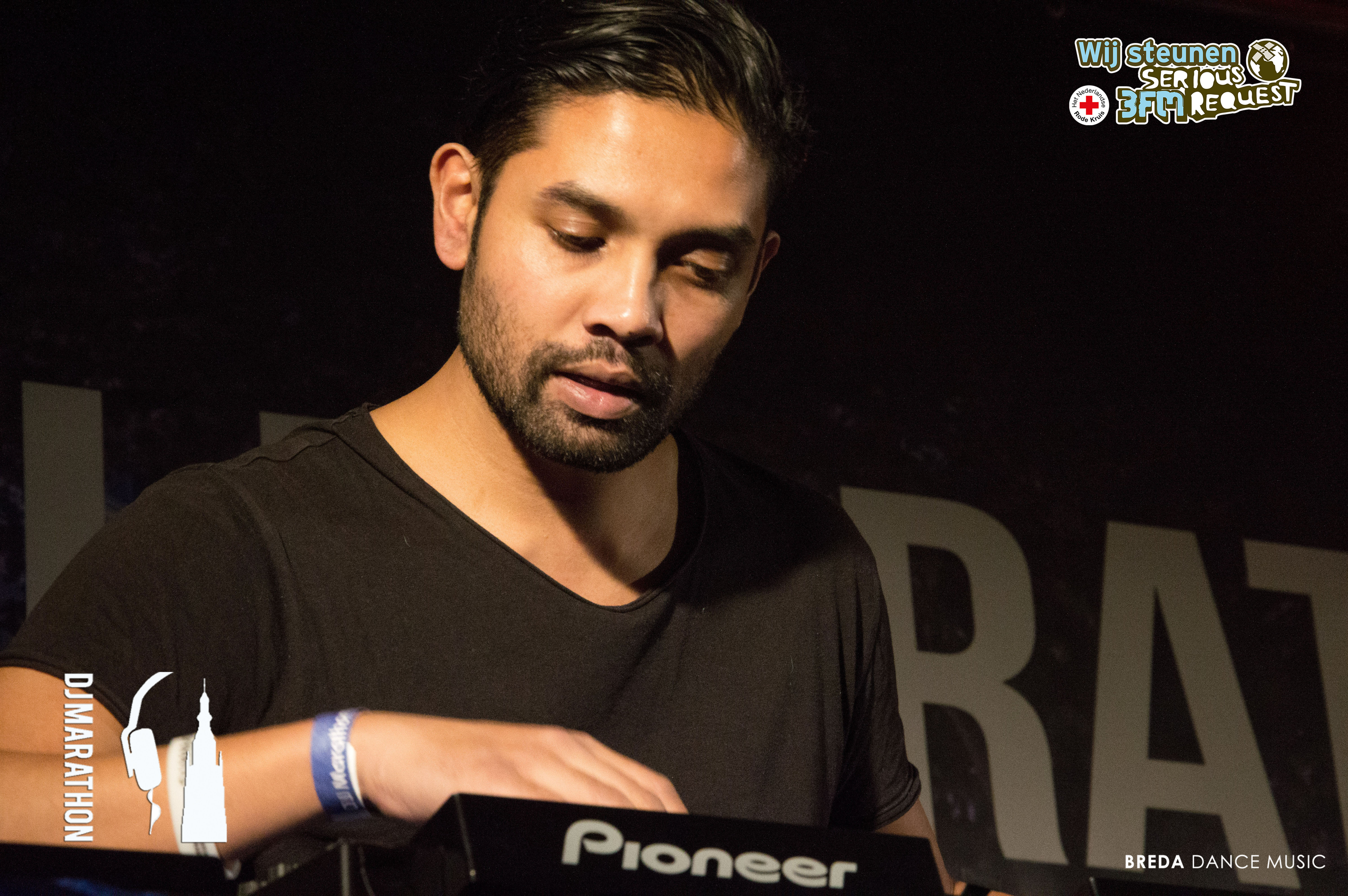
Kill the Buzz @ DJ Marathon 2016

Kill The Buzz (bürgerlich: Adithya Nanuru; * 9. Oktober 1987) ist ein niederländischer Musikproduzent und DJ aus Breda. Er ist seit 2012 bei Revealed Recordings unter Vertrag, dessen Labelgründer Hardwell er jahrelang auf Tourneen und Festivals weltweit als Co-Headliner begleitete. So hatte er Auftritte u. a. beim Tomorrowland, Ultra Music Festival und Electric Daisy Carnival. Seine Produktionen sind im Bereich Progressive House anzusiedeln und erhielten Unterstützung von DJ-Größen wie David Guetta, Quintino und Benny Benassi.

## Werdegang

### Kindheit & Begegnung mit Hardwell
Nanuru wuchs musikalisch auf. So erlernte er als Kind verschiedene Musikinstrumente von Blockflöte über Trompete bis hin zu Klavier. Ebenfalls spielte er Schlagzeug in einer Marschkapelle und in der Schulband. Nach seinem Schulabschluss besuchte er die Musikhochschule, was er jedoch nach einem Jahr abbrach. Auch verließ er die Coverband, in der er zu der Zeit Keyboard spielte, da er sich mehr der selbst geschriebenen Musik widmen wollte.
Als er mit seinem Arbeitskollegen bei T-Mobile, welcher gleichzeitig Resident-DJ im Escape-Club Amsterdam war, dorthin zu dessen Gig fuhr, kam es zum ersten Treffen mit Hardwell, der ebenfalls dort spielte. Nach einer weiteren Begegnung in deren Heimatstadt Breda wurde er von Hardwell eingeladen, ihn zu seinen Shows zu begleiten. Ab 2006 agierte Kill The Buzz als eine Art Tourmanager auf freundschaftlicher Basis für den damals noch aufstrebenden Star-DJ und tourte drei Jahre lang mit ihm durch die Niederlande, Belgien und Deutschland. Da beide viel Zeit im Studio miteinander verbrachten, leitete Hardwell ihn zur Musikproduktion an und gab ihm entsprechende Software und weitere Utensilien. Mit denen experimentierte Kill The Buzz und entwickelte seinen eigenen Sound.

### Durchbruch & Produktionen als „Kill The Buzz“
Seine ersten Bootlegs förderte Hardwell, indem er sie in seinem Podcast Hardwell On Air präsentierte, und wurden von nationalen Radiostationen aufgegriffen. Den Durchbruch schaffte Kill The Buzz 2012 mit seinem ersten eigenen Track Party Hard, welcher von Hardwell auf der Tomorrowland-Mainstage aufgeführt und auf seinem Label Revealed Recordings veröffentlicht wurde. Da Nanuru noch keinen Künstlernamen hatte, erreichte es als „ID“ Rang eins der DMC World Buzz Charts und es kam das Gerücht auf, es sei eine Kollaboration zwischen Hardwell und Tiësto. Da dies nicht der Fall war, musste er mit Veröffentlichung „dieses Gerücht zerstören“, was ins Englische übersetzt „kill the buzz“ ergibt und seitdem sein Künstlername ist. Wenig später fing er selbst als DJ im Brooklyn-Club in Breda an und wurde offiziell bei Revealed Recordings unter Vertrag genommen.
Mit weiteren Produktionen unter Revealed wie Life Is Calling etablierte er sich in der EDM-Szene. Seine Kollaboration mit Tom Swoon All The Way Down erreichte Rang 1 der Beatport-Charts, der Track Once Upon A Time wurde über 5 Mio. Mal auf Spotify aufgerufen. Außerdem remixte er das Lied Want To Want Me von Jason Derulo, nachdem er diesen in Las Vegas traf.

### Auf Tour mit Hardwell
Gleichzeitig spielte er zusammen mit Hardwell auf dessen I Am Hardwell-Welttournee, der Revealed Recordings North American Bus Tour und war regelmäßiger Support-Act bei seinen Residenzen im Hakkasan Las Vegas oder Ushuaïa Ibiza. Zu seinen größten Auftritten zählen das Finale der United We Are Welttournee am Hockenheimring sowie die Rekordshows der World Club Dome Winter Edition in der Veltins-Arena in Gelsenkirchen und des World's Biggest Guestlist Festivals in Mumbai. Bei diesen Events trat er jeweils vor 40.000–80.000 Besuchern auf. Weiterhin hatte er Solo-Auftritte bei Festivals wie Electric Daisy Carnival UK, New Horizons, The Flying Dutch, World Club Dome, Creamfields und Tomorrowland. Insbesondere ist er fester Line-Up Bestandteil auf Revealed-Stages bei großen Festivals wie 7th Sunday oder Ultra und deren Labelnights wie beispielsweise im Bootshaus Köln. Außerdem mixte er vier Episoden von Revealed Radio (#8, #65, #97, #126).
Zu einem ersten gemeinsamen Track mit Hardwell kam es 2017: Nachdem dieser bereits einen Edit seines Tracks Break The House Down in seinen Sets spielte, wurde die Kollaboration Still The One auf der Hardwell & Friends EP #2 veröffentlicht.

### Stil & Persönliches
Seine Kindheit war geprägt von der in den Niederlanden vorherrschenden Hardstyle- und Hardcoreszene. Seinen ersten Kontakt mit EDM hatte er durch Daft Punk. Insbesondere die DVD Tiësto in Concert im Gelredome Arnheim weckte sein Interesse an Trance und Dance-Musik. Insgesamt deckt sein Musikstil große Bereiche der Electronic-Dance-Musik, von Progressive House über Electro-House bis zu Big-Room, ab. Im Verlauf seiner Karriere legte er mehr Fokus auf Vocals und melodischen Klängen neben seiner Club-Songs. Mit größerem Einfluss durch Popmusik entwickelte sich sein Stil in eine kommerziellere Richtung. Er selbst legt hohen Wert auf „frauenfreundliche“ House-Musik. Als Vorbilder nennt er unter anderem Galantis, Pharrell Williams, Ne-Yo und Timbaland.
Sein Vorname lässt auf indische Wurzeln schließen, tatsächlich kommen seine Eltern aus Indonesien.
Er arbeitete in mehreren Kleidungsgeschäften, was sein Interesse an Mode begründete.
Neben seiner Karriere als DJ erlangte er 2018 den Bachelor-Abschluss in Commercial Economics an der Hogeschool Rotterdam.

## Diskografie

### Singles
- 2012: Party Hard
- 2013: Shake
- 2013: Bouncing Betty
- 2013: Life Is Calling (mit JoeySuki)
- 2014: Go There
- 2014: Carbon
- 2014: Rise Up (mit Mark Sixma)
- 2015: Metric (mit Manse)
- 2015: Don't Give Up (feat. David Spekter)
- 2015: Dreamin‘ (mit Ralvero)
- 2016: Galaxies
- 2016: Once Upon A Time (mit Harrison)
- 2017: B.A.S.E (mit Maddix)
- 2017: Dirty Drums (mit Badd Dimes)
- 2017: Still The One (mit Hardwell) [Hardwell & Friends EP #2]

### Remixes
- 2013: Kat Krazy – Siren (feat. elkka) (Kill The Buzz Remix)
- 2013: Markus Schulz – Tempted (feat. Sarah Howells) (Kill The Buzz Remix)
- 2014: Matisse & Sadko – We're Not Alone (Hi Scandinavia!) (feat. Ollie James) (Kill The Buzz Remix)
- 2014: Morgan Page & Michael S – Against the World (Kill the Buzz Remix)
- 2015: Tritonal feat. Jonathan Mendelsohn – Satellite (Kill the Buzz Remix)